# Martin Holley
Martin David Holley (ur. 31 grudnia 1954 w Pensacola) – amerykański duchowny rzymskokatolicki, w latach 2016–2018 biskup Memphis.

## Życiorys
Święcenia kapłańskie otrzymał 8 maja 1987 i został inkardynowany do diecezji Pensacola-Tallahassee. Pracował głównie jako adwokat w diecezjalnym trybunale, był także m.in. pracownikiem kurialnego wydziału ds. powołań oraz przewodniczącym Rady Kapłańskiej.
18 maja 2004 papież Jan Paweł II mianował go biskupem pomocniczym diecezji Waszyngtonu i biskupem tytularnym Rusibisir. Sakry biskupiej udzielił mu 2 lipca 2004 kard. Theodore McCarrick.
23 sierpnia 2016 papież Franciszek mianował go biskupem Memphis.
24 października 2018 papież Franciszek usunął go ze skutkiem natychmiastowym z funkcji biskupa Memphis.